# Dactylispa similis
Dactylispa similis es una especie de insecto coleóptero de la familia Chrysomelidae.
Fue descrita científicamente en 1985 por Chen & Tan.